# Virgilio Drago
Virgilio Drago (Lima, Perú; 1925-1997), fue un baloncestista y futbolista peruano. Era hermano menor del futbolista Roberto "tito" Drago y tío de los exfutbolistas Roberto "titin" Drago, Miguel Drago y Jaime Drago y tío abuelo del también futbolista Roberto Drago Espinoza.

## Trayectoria
Se inició en el Club Centro Deportivo Municipaljunto a una familia de futbolistas de la época, los Drago. Luego jugó por el Club Atlético Chalaco en el Campeonato Peruano de Fútbol de 1954.Sin embargo, su gran pasión fue otro deporte, el baloncesto. Fue seleccionado nacional de básquet en la década del 40´y 50´ y también entrenador de la Selección. Compitió en el torneo masculino de los Juegos Olímpicos de Londres de 1948,del Mundial de Argentina 1950 y del Mundial de Brasil 1954.

## Clubes
| Club                            | País | Temporada |
| ------------------------------- | ---- | --------- |
| Club Centro Deportivo Municipal | Perú | 1946-1949 |
| Club Centro Deportivo Municipal | Perú | 1951-1953 |
| Club Atlético Chalaco           | Perú | 1954      |